# Avani Gregg

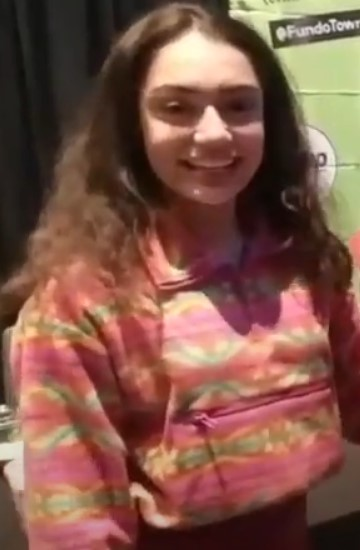
Avani Gregg

Avani Gregg (23 november 2002) is een Amerikaanse influencer. Zij is vooral actief op TikTok, waar zij ruim 28 miljoen volgers heeft (stand: augustus 2020). Daarnaast heeft Gregg ruim 13 miljoen volgers op Instagram. Ze won in 2019 de prijs voor 'TikToker of the Year' bij de Shorty Awards.
Gregg speelde de rol van een chearleader in seizoen 6 van de serie Chicken Girls op YouTube.